# Minatare, Nebraska
Minatare, Nebraska (енгл. Minatare) град је у америчкој савезној држави Небраска.

## Демографија
По попису из 2010. године број становника је 816, што је 6 (0,7%) становника више него 2000. године.
| Група             | 2000.       | 2010.       |
| Белци             | 612 (75,6%) | 591 (72,4%) |
| Афроамериканци    | 2 (0,2%)    | 1 (0,1%)    |
| Азијати           | 0 (0,0%)    | 7 (0,9%)    |
| Хиспаноамериканци | 180 (22,2%) | 202 (24,8%) |
| Укупно            | 810         | 816         |